# Lutke's Meule
Een van de twee molens in het dorp Nijeveen (gemeente Meppel) stond tot aan begin 2009 aan de Burg. Haitsmalaan. Het is een kleine stellingmolen en heet Lutke's Meule. De andere, grotere molen in Nijeveen is de De Sterrenberg.
Het is een achtkantige stellingmolen gebouwd in 1990, met een vlucht van 7,50 meter. De molen had de functie van korenmolen. Zowel de romp als de kap zijn van hout. De kap is gedekt met dakleer. De molen dankte zijn naam aan die van bouwer en eigenaar, tevens molenaar, dhr. G. Lutke.
In 2008 brak een van de roeden, waarna de molen niet meer draaivaardig was. De windvang was na nieuwbouw in de omgeving al sterk verminderd en in 2009 is Lutke's Meule dan ook afgebroken. Er zijn plannen om hem opnieuw op te gaan bouwen op een plaats met een betere windvang. Er was sprake van een verhuizing naar Nieuw-Zeeland, maar het klimaat daar bleek ongeschikt voor een windmolen. De bruikbare onderdelen worden bewaard, in afwachting van een mogelijke herbestemming.
De onderbouw van de molen is nog steeds aanwezig en is in gebruik als schuurtje.